# Nordfrankenlegion
Die Nordfrankenlegion (franz.: Légion des Francs du Nord) war eine von Napoleon Bonaparte Ende 1799 ins Leben gerufene Armee in den neuen linksrheinischen Départements. Mit Erlass vom 16. Dezember 1799 übertrug Napoleon dem französischen General Rudolf Eickemeyer das Kommando. Die Armee sollte nie ihre Sollstärke erreichen und wurde, nach einer Massendesertation 1801, wieder aufgelöst.

## Gliederung und Standorte
Die Sollstärke der Nordfrankenlegion sollte nominell 6.000 Soldaten betragen und aus Männern der linksrheinischen Départements gebildet werden. Sie sollte aus drei Bataillonen leichter Infanterie, einem Regiment Jäger zu Pferde und einer Kompanie Artillerie bestehen. Die Anwerbung blieb aber mit 132 angeworbenen Soldaten relativ erfolglos. Die Mannschaftsstände wurden deshalb mit Soldaten unterschiedlichster Nationen aufgefüllt. Die Höchststärke der Nordfrankenlegion betrug kurzfristig 1.800 Mann. Hauptquartiere der Legion waren Aachen, Koblenz, Mainz und Walcheren.

## Zustand und Auflösung
Eickemeyer, dem als ehemaliger Kurmainzer Militär und nun General der Französischen Republik ein guter Ruf vorausging, hatte Mühe, für die Nordfrankenlegion ein taugliches Offizierskorps zu bekommen. Nachdem von den 1.800 Mann Höchststand bereits kurz danach 1.100 Soldaten desertiert hatten, kam es 1801 auf der Insel Walcheren nochmals zu einer Massenflucht. Eickemeyer wurde parallel der Geldunterschlagung und Veruntreuung vorgeworfen. Obwohl durch den Kriegsminister persönlich rehabilitiert, wurde er als dienstältester Generaloberst der französischen Armee pensioniert und die Nordfrankenlegion aufgelöst.